# Степанов, Геннадий Григорьевич
Генна́дий Григо́рьевич Степа́нов (1 мая 1922, Владивосток — 10 апреля 1989, Москва) — советский боксёр и тренер по боксу. Выступал на всесоюзном уровне в полутяжёлой весовой категории в середине 1940-х — начале 1950-х годов, двукратный чемпион СССР, бронзовый и дважды серебряный призёр советских национальных первенств. Мастер спорта СССР (1948). Осуществлял тренерскую деятельность в спортивном обществе «Динамо», член тренерского коллектива национальной сборной СССР, личный тренер известного советского боксёра Аскольда Лясоты. Заслуженный тренер РСФСР. Участник Великой Отечественной войны.

## Биография
Родился 1 мая 1922 года в городе Владивостоке Приморской губернии, но спустя два года его семья переехала на постоянное жительство в Москву.
Активно заниматься боксом начал в возрасте четырнадцати лет в 1936 году под руководством заслуженного мастера спорта и тренера Константина Васильевича Градополова. Тренировался вместе со своими старшими братьями Виктором и Анатолием, которые впоследствии тоже стали известными боксёрами и тренерами.
Вынужден был прервать карьеру спортсмена из-за начавшейся Великой Отечественной войны. Принимал участие в боевых действиях. Награждён медалью «За отвагу» (1943), орденом Отечественной войны I степени (1985).
Первого серьёзного успеха как боксёр добился уже после войны в 1946 году, когда, будучи членом центрального совета всесоюзного физкультурно спортивного общества «Динамо», выступил на чемпионате СССР в Москве и завоевал награду бронзового достоинства — на стадии полуфиналов полутяжёлой весовой категории уступил тбилисскому динамовцу Левону Гудушаури.
В 1948 году на чемпионате СССР в Тбилиси и Ленинграде одолел всех своих соперников в полутяжёлом весе, в том числе старшего брата Анатолия в финале, и стал новым чемпионом страны по боксу. Через год на аналогичных соревнованиях в Каунасе повторил это достижение, вновь прошёл всех оппонентов по турнирной сетке и добавил в послужной список ещё одно золото национального первенства. На чемпионатах СССР 1950 и 1951 годов в Свердловске и Донецке соответственно дважды встречался в финале с Юрием Егоровым, потерпев поражение в обоих случаях. Является обладателем звания мастера спорта СССР.
В 1955 году сыграл одного из персонажей в художественном фильме «Мексиканец».
После завершения карьеры спортсмена перешёл на тренерскую работу. В течение многих лет состоял в числе тренеров национальной сборной Советского Союза, председатель тренерского совета РСФСР. Подготовил ряд титулованных боксёров, добившихся успеха всесоюзном уровне. В частности, вместе с братом Анатолием воспитал заслуженного мастера спорта Аскольда Лясоту, трёхкратного чемпиона СССР, шестикратного чемпиона РСФСР.
В 1961 году был «уличен во взяточничестве и других аморальных поступках», был лишен званий мастера спорта СССР и судьи всесоюзной категории.
За выдающиеся достижения на тренерском поприще удостоен почётного звания «Заслуженный тренер РСФСР».
Умер 10 апреля 1989 года в возрасте 66 лет. Похоронен на Ваганьковском кладбище в Москве.